# Jong (niederländischer Familienname)
Jong oder de Jong ist ein niederländischer Familienname.

## Namensträger

### A
- A. M. de Jong (1888–1943), niederländischer Schriftsteller
- Aad de Jong (1921–2003), niederländischer Fußballspieler
- Aise Johan de Jong (* 1966), niederländischer Mathematiker
- Albert de Jong (1891–1970), niederländischer Autor und Anarchosyndikalist
- Albert de Jong (* 1966), niederländischer Religionswissenschaftler
- Alida de Jong (1885–1943), niederländische Kommunalpolitikerin und Gewerkschafterin
- Andre de Jong (* 1996), neuseeländischer Fußballspieler
- Année Rinzes de Jong (1883–1970), niederländischer Pfarrer und Anarchist
- Antoinette Rijpma-de Jong (* 1995), niederländische Eisschnellläuferin
- Arie de Jong (Linguist) (1865–1957), niederländischer Linguist, Volapükist
- Arie de Jong (Fechter) (1882–1966), niederländischer Fechter
- Ate de Jong (* 1953), niederländischer Filmregisseur, Drehbuchautor und Produzent

### B
- Bert de Jong (* 1955), niederländischer Eisschnellläufer
- Bob de Jong (* 1976), niederländischer Eisschnellläufer

### C
- Calvin Jong-a-Pin (* 1986), niederländischer Fußballspieler
- Carmen de Jong, deutsche Geografin und Hydrologin
- Cécile de Jong (1866–1944), niederländische Schriftstellerin und Feministin
- Cornelis de Jong (Entomologe) (1907–1981), niederländischer Insektenkundler
- Cornelis de Jong (* 1955), niederländischer Politiker, siehe Dennis de Jong

### D
- Daniël de Jong (* 1992), niederländischer Automobilrennfahrer
- Daniela de Jong (* 1998), schwedische Handballspielerin
- Dave de Jong (* 1975), niederländischer Fußballspieler
- Dennis de Jong (* 1955), niederländischer Jurist, Diplomat und Politiker (SP)
- Dennis Harold De Jong (1931–2003), sambischer Geistlicher, Bischof von Ndola
- Dimi de Jong (* 1994), niederländischer Snowboarder

### E
- Eloy de Jong (* 1973), niederländischer Sänger
- Erica Jong (* 1942), US-amerikanische Schriftstellerin
- Everardus Johannes de Jong (* 1958), niederländischer Geistlicher, Weihbischof in Roermond

### F
- Fedde de Jong (* 2003), niederländischer Fußballspieler
- Frenkie de Jong (* 1997), niederländischer Fußballspieler

### G
- Geert de Jong (* 1951), belgische Schauspielerin
- George de Jong (* 1953), niederländischer Volleyballspieler, -trainer und Sportfunktionär
- Gerard de Josselin de Jong (1915–2012), niederländischer Bauingenieur
- Gideon de Jong (* 1984), niederländischer Radrennfahrer
- Gisbertus Cornelius de Jong († 1824), niederländischer Geistlicher, Bischof von Deventer

### H
- Hendrik Gerard Bungenberg de Jong (1893–1977), niederländischer Chemiker

### I
- Irene de Jong (* 1957), niederländischer Altphilologin

### J
- Jacqueline de Jong (1939–2024), niederländische Künstlerin
- Jan de Jong (1885–1955), niederländischer Kardinal
- Jan de Jong (Maler) (1864–1901), niederländischer Maler
- Jan de Jong (Architekt) (1917–2001), niederländischer Architekt
- Jan de Jong (Fußballspieler) (* 1946), niederländischer Fußballspieler
- Jan de Jong (Komponist) (* 1953), belgischer Komponist
- Jan Petrus Benjamin de Josselin de Jong (1886–1964), niederländischer Ethnologe
- Jean-Paul de Jong (* 1970), niederländischer Fußballspieler
- Jerry de Jong (* 1964), niederländischer Fußballspieler
- Jesper de Jong (* 2000), niederländischer Tennisspieler
- Johanna Letitia de Jong (* 1993), niederländische Eisschnellläuferin
- John de Jong (* 1977), niederländischer Fußballspieler
- Jurjen de Jong (1807–1890), niederländischer Genre- und Porträtmaler

### K
- Klaas de Jong Ozn. (1926–2011), niederländischer Politiker, Staatssekretär
- Koos de Jong (1912–1993), niederländischer Segler

### L
- Lambertus de Jong (1825–1867), niederländischer Geistlicher, Bischof von Haarlem
- Letty de Jong (1936–2008), niederländische Sängerin
- Loe de Jong (Louis de Jong; 1914–2005), niederländischer Historiker und Journalist
- Luuk de Jong (* 1990), niederländischer Fußballspieler

### M
- Marcel de Jong (* 1986), kanadischer Fußballspieler
- Marcus de Jong (1901–1969), niederländischer Romanist und Lusitanist
- Marichelle de Jong (* 1978), niederländische Boxerin
- Marinus De Jong (1891–1984), niederländisch-belgischer Komponist und Pianist
- Marion de Jong (1964–2021), niederländische Nuklearmedizinerin
- Marjolein de Jong (* 1968), niederländische Volleyballspielerin
- Mayke de Jong (* 1950), niederländische Historikerin
- Menno de Jong (* 1984), niederländischer DJ und Produzent
- Michelle de Jong (* 1999), niederländische Eisschnellläuferin
- Mijke de Jong (* 1959), niederländische Regisseurin und Drehbuchautorin
- Mike de Jong (* 1962), US-amerikanischer Rugby-Union-Spieler
- Mitchell de Jong (* 1987), Tennisspieler aus Aruba

### N
- Nick de Jong (Eishockeyspieler) (* 1981), niederländischer Eishockeyspieler
- Nick de Jong (Fußballspieler) (* 1989), niederländischer Fußballspieler
- Nicolaas Pieter de Jong (Nico de Jong; * 1942), niederländischer Segler
- Nigel de Jong (* 1984), niederländischer Fußballspieler

### P
- Petrus Cornelis De Jong (* 1938), niederländischer Botaniker
- Piet de Jong (1915–2016), niederländischer Politiker
- Piet de Jong (Fußballspieler) (1930–2014), niederländischer Fußballspieler
- Piet de Jong (Künstler) (1887–1967), britisch-niederländischer Künstler
- Pieter de Jong (1832–1890), niederländischer Orientalist

### R
- Ralf de Jong (* 1973), deutscher Grafiker, Typograf und Hochschullehrer
- Randy de Jong (* 1993), niederländischer Sternekoch
- Reggie de Jong (* 1964), niederländische Schwimmerin
- Renate de Jong-Meyer (* 1947), deutsche Psychologin und Hochschullehrerin
- Robert de Jong (* 1944), niederländischer Kunsthistoriker
- Roelof de Jong Posthumus (1914–1985), deutscher Schriftsteller
- Roos de Jong (* 1993), niederländische Ruderin
- Ruth De Jong, US-amerikanische Szenenbildnerin

### S
- Siem de Jong (* 1989), niederländischer Fußballspieler
- Simon De Jong (1942–2011), kanadischer Politiker

### T
- Thalita de Jong (* 1993), niederländische Radrennfahrerin
- Theo de Jong (Journalist) (* 1940), niederländischer Journalist
- Theo de Jong (Fußballspieler) (* 1947), niederländischer Fußballspieler und -trainer
- Theo de Jong (Musiker) (* 1957), niederländischer Fusion- und Jazzmusiker (E-Bass)
- Theo de Jong (Mathematiker) (* 1962), niederländischer Mathematiker
- Theo de Jong (Archäologe) (* 1962), niederländischer Archäologe
- Tieme de Jong (* 2001), niederländischer Volleyballspieler
- Tommy de Jong (* 1987), französischer Fußballspieler
- Tonny de Jong (* 1974), niederländische Eisschnellläuferin

### W
- Wilfried de Jong (Biologe) (1942–2016), niederländischer Molekularbiologe
- Wilfried de Jong (Journalist) (* 1957), niederländischer Moderator, Schauspieler und Schriftsteller

### X
- Xenia Stad-de Jong (1922–2012), niederländische Leichtathletin